# Пригорне
Приго́рне (рос. Пригорное) — село у складі Новотроїцького міського округу Оренбурзької області, Росія.

## Історія
1946 року на місці сучасного села було організовано підсобне господарство для постачання сільськогосподарською продукцією працівників ОХМК міста Новотроїцьк. 1959 року господарство перетворено в радгосп Прогрес. 22 квітня 1991 року село отримало сучасну назву. Так як воно розташовувалось на кордоні між Казахстаном та Росією, через нього проходив державний кордон — при цьому більша частина перебувала на території Казахстану. Населення до 1992 року мало російську прописку, а після — російське громадянство. Село та очисні споруди на північній околиці були оформлені Росією в оренду. 1992 року утворено Пригорнівську сільраду, якій підпорядковувалось також селище Крипшак (Крик-Пшак). 2005 року під час делімітації російсько-казахстанського кордону село та очисні споруди були повністю передані до складу Росії.

## Населення
Населення — 745 осіб (2010; 815 у 2002).
Національний склад (станом на 2002 рік):
- росіяни — 71 %